# Area della sterlina
L'area della sterlina venne alla luce allo scoppio della seconda guerra mondiale. Si trattò di una misura d'emergenza bellica che implicò la cooperazione nel controllo dei tassi di cambio tra un gruppo di paesi, che a quel tempo erano per la maggior parte domìni e colonie dell'impero britannico (più tardi conosciuto come Commonwealth).
Ciascuno di questi paesi usava come moneta o la sterlina britannica o una propria valuta locale legata alla sterlina da un tasso di cambio fisso. In entrambi i casi, questi paesi conservavano comunque nelle banche di Londra consistenti riserve valutarie in sterline per le operazioni di commercio internazionale. Lo scopo dell'area della sterlina era infatti quello di proteggere il valore e la forza della moneta.

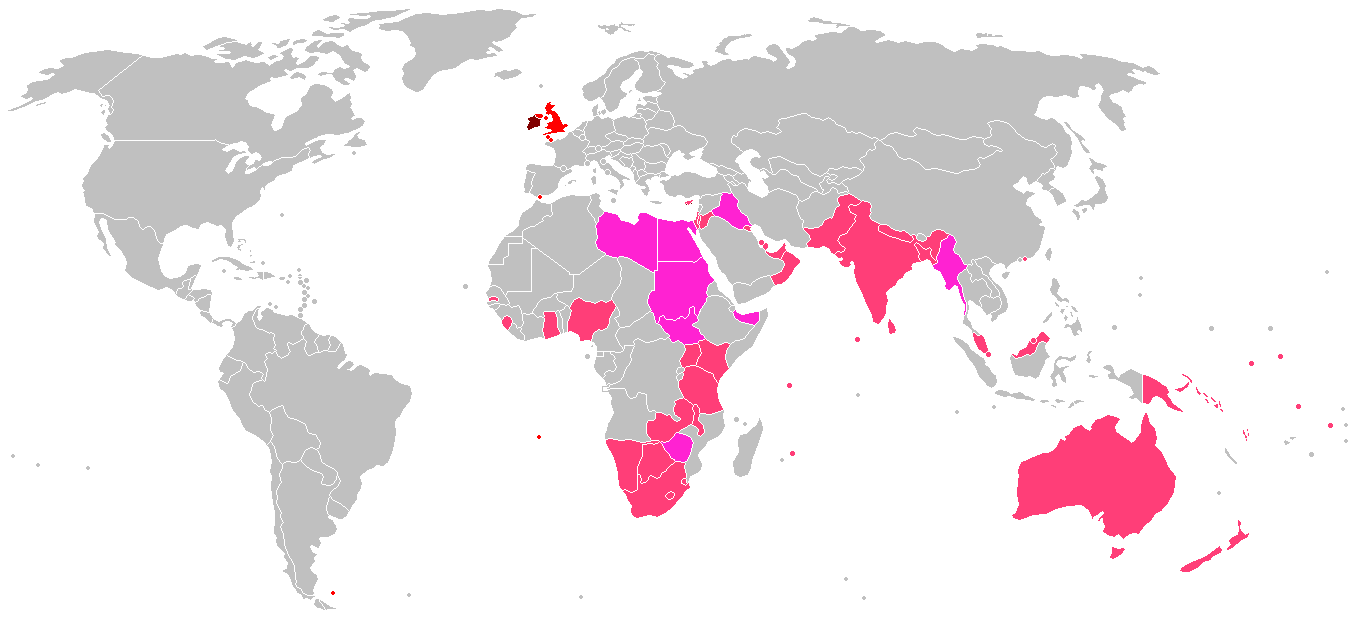
L'area della sterlina nel 1947
Area della sterlina attuale (2007)
Paesi usciti dopo il 1972 (solo l'Irlanda)
Paesi usciti nel 1972
Paesi usciti prima del 1972

     Area della sterlina attuale (2007)
     Paesi usciti dopo il 1972 (solo l'Irlanda)
     Paesi usciti nel 1972
     Paesi usciti prima del 1972

## Storia
L'intero impero britannico aderì all'area della sterlina nel 1939, ad eccezione di Canada, Dominion di Terranova e Hong Kong. In origine Hong Kong preferì declinare l'adesione a causa della propria posizione centrale per le attività di mercato aperto, ma vi aderì dopo la seconda guerra mondiale. La Rhodesia Meridionale (oggi Zimbabwe) fu espulsa dall'area della sterlina nel 1965.
La ragione per la quale Canada e Dominion di Terranova non aderirono all'area della sterlina fu che la loro valuta effettiva era il dollaro statunitense fino a quando, nel 1931, furono costrette a uscire dal sistema aureo insieme alla Gran Bretagna. Alcune nazioni come l'Australia, la Nuova Zelanda e il Sudafrica reagirono alla fine del sistema aureo agganciando la propria valuta alla sterlina, ma il Canada e il Dominion di Terranova preferirono agganciarsi al dollaro statunitense; di conseguenza, non avevano alcun interesse nell'aderire a un sistema monetario concepito essenzialmente per proteggere la forza della sterlina. Allo scoppio della guerra, il Canada introdusse comunque una forma di controllo del tasso di cambio, durato fino al 1953. Il sistema di controllo canadese era "orientato all'area della sterlina" nel senso che era concepito in modo da ostacolare di più la fuga di capitali verso gli USA che non quella verso l'area della sterlina.
La vita dell'area della sterlina giunse praticamente al termine nel giugno 1972, quando i governi britannico e irlandese applicarono unilateralmente controlli del tasso di cambio agli altri paesi dell'area della sterlina, con l'eccezione dell'Isola di Man e delle Isole del Canale. Gibilterra venne re-inclusa nella nuova area ridotta della sterlina il 1º gennaio 1973. A loro volta toccava agli altri paesi dell'area della sterlina rispondere con una propria scelta: alcuni di questi paesi infatti avevano già adottato misure simili negli anni cinquanta e sessanta
In seguito alla posizione presa dal governo britannico, alcuni paesi copiarono subito tale decisione, mentre altri lo fecero nei mesi immediatamente seguenti. I controlli del tasso di cambio dell'area della sterlina continuarono a funzionare a Singapore fino al 1978 e nel Brunei fino al 2001.
È impossibile specificare la data esatta in cui l'area della sterlina ha cessato di esistere. Il giugno 1972 è forse la miglior data a tale proposito. Comunque, dal punto di vista inglese,  nel 1978 l'Irlanda impose unilateralmente controlli sul tasso di cambio con il Regno Unito e nel 1979 il governo britannico abolì completamente tutti i suoi controlli sul tasso di cambio che erano stati originalmente introdotti come misura d'emergenza bellica nel 1939. Con questo atto finale, l'anno 1979 si può quindi considerare come il momento oltre il quale l'area della sterlina ha cessato di avere alcun significato pratico per il Regno Unito.

## La nascita dell'area
In seguito all'uscita del Regno Unito dal sistema aureo nel 1931, molti paesi che avevano legato le proprie valute all'oro, risposero legandole alla sterlina. Questo poiché in quel momento la sterlina britannica era la valuta più utilizzata al mondo per le riserve valutarie. Questo gruppo di paesi divenne noto come blocco della sterlina. Allo scoppio della seconda guerra mondiale, i paesi del blocco della sterlina che facevano parte dell'impero britannico condividevano il mutuo desiderio di proteggere il valore esterno della sterlina. L'impero decise quindi di adottare provvedimenti legislativi al fine di formalizzare il blocco della sterlina in un'area di controllo dei tassi di cambio.

## La fine dell'area
Il 22 giugno 1972 il Regno Unito impose controlli sui tassi di cambio sul resto dell'area della sterlina, ad eccezione dell'Irlanda, dell'Isola di Man e delle Isole del Canale. Contemporaneamente, il Regno Unito lasciò la sterlina libera di fluttuare. La ragione di questa decisione, secondo il Ministro delle Finanze inglese Anthony Barber, era di arrestare un recente incremento della fuga di capitali verso altre zone dell'area della sterlina. Gli oppositori argomentarono che la ragione reale era collegata all'ingresso imminente della Gran Bretagna nella CEE e alle preoccupazioni manifestate dalla Francia per gli stretti legami economici ancora esistenti con il Commonwealth e l'area della sterlina mentre, allo stesso tempo, la Francia continuava ad avere relazioni economiche privilegiate ma meno fruttuose con le sue ex colonie nelle aree del Franco CFA e del Franco CFP.
Questa azione unilaterale da parte del Regno Unito e della Repubblica d'Irlanda il 22 giugno 1972 ebbe come risultato l'uscita dall'area della sterlina di molte altre nazioni: in senso lato, si può dire che l'effetto finale fu che l'area della sterlina cessò di fatto di esistere.
Nel 1979, grazie a una fase di crescita economica e con la seconda guerra mondiale ormai nel passato, il Regno Unito decise di eliminare tutti i controlli sul tasso di cambio. A questo punto anche a livello ufficiale l'area della sterlina aveva cessato di esistere.

## Valute imperiali
L'impero inglese non prevedeva una valuta imperiale comune, sebbene nel 1825 il governo inglese tentasse una prima volta di introdurre la valuta britannica in tutte le colonie. Il metodo seguito tuttavia si rivelò decisamente inefficace e nel 1838 vennero adottate misure più rigorose. In questa seconda fase le colonie inglesi del Nord America vennero escluse da tale intervento, a causa di alcuni recenti focolai di ribellione nel Canada settentrionale e meridionale.
Il risultato degli interventi del 1838 fu che alcune zone dell'impero britannico adottarono la sterlina come valuta locale: questo fu il caso dell'Australia, delle nazioni nell'Africa occidentale e meridionale, della Giamaica, delle Bahamas e delle Bermude.
Tali interventi non riguardarono l'India, in quanto governata dalla Compagnia Inglese delle Indie Orientali: rimase quindi un'area dell'impero britannico che vedeva la prevalenza della rupia e che comprendeva, oltre alla stessa India, la Birmania, Ceylon, l'Africa orientale, Mauritius, le Seychelles, Aden e gli stati arabi della costa orientale del Golfo Persico.
All'interno dell'impero britannico fu operativa anche una zona del dollaro, principalmente in Canada, Terranova, Hong Kong, negli stati malesi, nel Borneo britannico e negli Stabilimenti dello Stretto.
Ad oggi, i soli territori che utilizzano la valuta britannica al di fuori dell'arcipelago britannico sono Gibilterra, le Isole Falkland, il Territorio Antartico Britannico, Sant'Elena, l'Isola di Ascensione, la Georgia del Sud.
Gibilterra, Sant'Elena e le Isole Falkland emettono ciascuna proprie banconote e monete della sterlina. La valuta di Sant'Elena è utilizzata anche sull'Isola di Ascensione; mentre quella delle Falkland anche nella Georgia del Sud. Il Territorio Britannico dell'Oceano Indiano utilizza ufficialmente la sterlina, anche se in pratica le truppe statunitensi di base in loco utilizzano il dollaro.
All'interno dell'arcipelago britannico, ma al di fuori del Regno Unito, varianti delle banconote e delle monete della sterlina sono emesse dai governi di Jersey, Guernsey e dell'Isola di Man.
Si segnala che alla fine del XIX secolo, il governo inglese ideò un progetto per rendere moneta imperiale la sovrana d'oro. A questo fine, filiali della zecca inglese furono fondate a Sydney e Melbourne in Australia. Comunque, nei paesi dell'impero britannico come l'India, in cui la sterlina non venne usata per le transazioni locali quotidiane, le sovrane d'oro possedute dal Ministro del Tesoro raramente - se non mai - lasciarono i caveau.

## Membri precedenti
| Paese                                      | Data di uscita dall'area | Valuta sostitutiva | Al cambio di GBP 1 = |
| ------------------------------------------ | ------------------------ | --- | -------------------- |
| Australia                                  | settembre 1972           | Dollaro australiano | AUD 2.14             |
| Bahrein                                    | 23 giugno 1972           | Dinaro del Bahrein | BHD 1.33             |
| Bangladesh                                 | 23 giugno 1972           | Taka bengalese | BDT 13.33            |
| Birmania (Myanmar)                         | 17 ottobre 1966          | Kyat birmano | MMK 13.33            |
| Botswana                                   | 23 giugno 1972           | Rand sudafricano; Pula del Botswana dal 1976 | ZAR 2                |
| Brunei                                     | 2001                     | Dollaro del Brunei | BND 8.57             |
| Cipro                                      | giugno 1972              | Lira cipriota; Euro dal 2008 | CYP 1                |
| Egitto                                     | 14 luglio 1947           | Lira egiziana | EGP 1                |
| Emirati Arabi Uniti                        | 23 giugno 1972           | Dirham degli Emirati Arabi Uniti | AED 12.67            |
| Federazione della Rhodesia e del Nyasaland |                          | (vedi Malawi e Rhodesia) |                      |
| Figi                                       | giugno 1972              | Dollaro delle Figi | FJD 2                |
| Gambia                                     | 1978                     | Dalasi gambese | GMD 2                |
| Ghana                                      | 23 giugno 1972           | Cedi ghanese | GHC 2                |
| Giordania                                  | 1948                     | Dinaro giordano | JOD 1                |
| Hong Kong                                  | 1º gennaio 1973          | Dollaro di Hong Kong | HKD 14.55            |
| India                                      | prima del 1972           | Rupia indiana | INR 13.33            |
| Iraq                                       | 23 giugno 1959           | Dinaro iracheno | IQD 1                |
| Irlanda                                    | 1979                     | Sterlina irlandese; Euro dal 1999 | IR£ 1                |
| Islanda                                    | 23 giugno 1972           | Corona islandese | ISK 211.2            |
| Isole Cook                                 | 23 giugno 1972           | Dollaro neozelandese | NZD 2.14             |
| Isole Salomone                             | 23 giugno 1972           | Dollaro delle Salomone | SBD 2                |
| Kenya                                      | 23 giugno 1972           | Scellino keniota | KES 20               |
| Kiribati                                   | settembre 1972           | Dollaro australiano | AUD 2.14             |
| Kuwait                                     | 23 giugno 1972           | Dinaro kuwaitiano | KWD 1                |
| Lesotho                                    | 23 giugno 1972           | Loti lesothiano | LSL 2                |
| Libia                                      | 15 dicembre 1971         | Dinaro libico | LYD 1                |
| Malawi                                     | 23 giugno 1972           | Kwacha malawiano | MWK 2                |
| Malaysia                                   | 1973                     | Ringgit malese | MYR 8.57             |
| Maldive                                    | 23 giugno 1972           | Rufiyaa delle Maldive | MVR 13.33            |
| Malta                                      | 23 giugno 1972           | Lira maltese; Euro dal 2008 | MTL 1                |
| Mauritius                                  | 23 giugno 1972           | Rupia mauriziana | MUR 13.33            |
| Namibia                                    | 23 giugno 1972           | Rand sudafricano; Dollaro namibiano dal 1993 | ZAR 2                |
| Nauru                                      | settembre 1972           | Dollaro australiano | AUD 2.14             |
| Nepal                                      | 23 giugno 1972           | Rupia nepalese | NPR 13.33            |
| Nigeria                                    | 23 giugno 1972           | Naira nigeriana | NGN 2                |
| Nuova Zelanda                              | 23 giugno 1972           | Dollaro neozelandese | NZD 2.14             |
| Oman                                       | 23 giugno 1972           | Riyal dell'Oman | OMR 1                |
| Pakistan                                   | 23 giugno 1972           | Rupia pakistana | PKR 13.33            |
| Palestina                                  | 22 febbraio 1948         | (vedi Giordania) Israele: Sterlina israeliana; Vecchio siclo israeliano dal 1980; Nuovo siclo israeliano dal 1985                                                     | I£ 1                 |
| Papua Nuova Guinea                         | 23 giugno 1972           | Kina papuana | PGK 2                |
| Qatar                                      | 23 giugno 1972           | Riyal del Qatar | QAR 12.66            |
| Rhodesia                                   | 11 novembre 1965         | Dollaro rhodesiano; Primo dollaro zimbabwiano dal 1980; Secondo dollaro zimbabwiano dal 2006; Terzo dollaro zimbabwiano dal 2008; Quarto dollaro zimbabwiano dal 2009 | Rh£ 1                |
| Samoa                                      | 23 giugno 1972           | Tala samoano | WST 2                |
| Seychelles                                 | 23 giugno 1972           | Rupia delle Seychelles | SCR 13.33            |
| Sierra Leone                               | 23 giugno 1972           | Leone sierraleonese | SLL 2                |
| Singapore                                  | 1978                     | Dollaro di Singapore | SGD 8.57             |
| Somalia Britannica                         | 29 ottobre 1964          | Scellino somalo | SOS 20               |
| Sri Lanka                                  | 23 giugno 1972           | Rupia singalese | LKR 13.33            |
| Sudafrica                                  | 23 giugno 1972           | Rand sudafricano | ZAR 2                |
| Sudan                                      | 8 aprile 1957            | Sterlina sudanese; Dinaro sudanese dal 1992 | S£ 1                 |
| Swaziland                                  | 23 giugno 1972           | Lilangeni dello Swaziland | SZL 2                |
| Tanzania                                   | 23 giugno 1972           | Scellino tanzaniano | TZS 20               |
| Tonga                                      | 23 giugno 1972           | Paʻanga tongano | TOP 2                |
| Tuvalu                                     | settembre 1972           | Dollaro australiano | AUD 2.14             |
| Uganda                                     | 23 giugno 1972           | Primo scellino ugandese; Secondo scellino ugandese dal 1987 | UGX 20               |
| Vanuatu                                    | 6 gennaio 1971           | Franco delle Nuove Ebridi; Vatu dal 1980 | NHF 200              |
| Zambia                                     | 23 giugno 1972           | Kwacha zambiano | ZMK 2                |